# Otte Rud

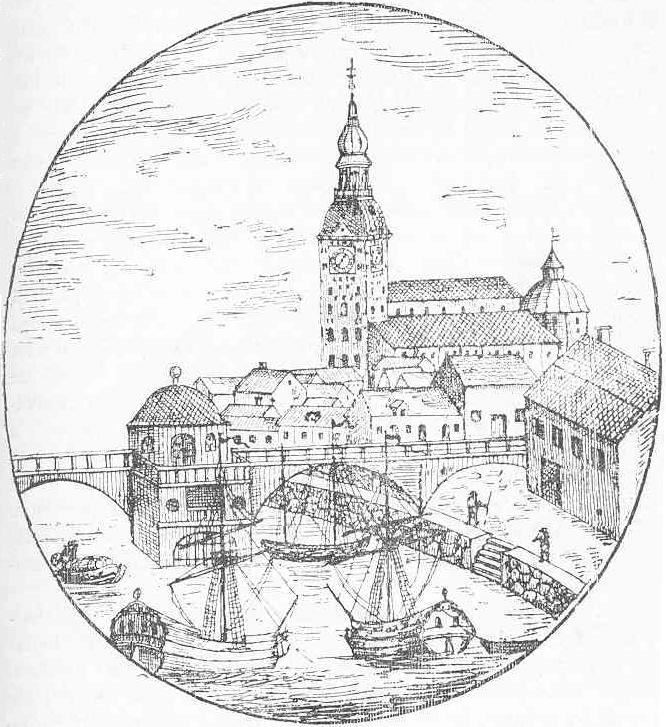
Die Plünderung von Åbo (1509) war Otte Ruds bekannteste Kriegstat

Otte Jørgensen Rud, gelegentlich auch Otto Ruud (* vermutlich 1482 in Vedby, Dänemark; † 1510 in Landsberg, Bayern, Heiliges Römisches Reich) war ein dänischer Heer- und Flottenführer während des Dänisch-Schwedisch-Hanseatischen Krieges.

## Leben
Ottes Vater Jørgen Mikkelsen Rud war Herr von Vedby. Im Jahr 1502 kämpfte Otte Rud an der Seite seines Königs Johann I. gegen Schweden und wurde bei der Belagerung der Festung Älvsborg zunächst schwer verletzt. 1503 wurde er nach Norwegen geschickt, um seinen Schwager Henrik Krummedike als Kommandant der Festung Bohus im Kampf gegen die Schweden und proschwedische norwegische Aufständische zu unterstützen. Von Bohus aus eroberte er zu Weihnachten 1504 die schwedisch besetzte Festung Klippeborg im nördlichen Viken.
König Johann schickte Rud 1507 in den Kampf um die von den Schweden belagerte Festung Borgholm auf der Insel Öland. Die Landung schwedischer Verstärkungen auf Öland konnte er ebenso wenig verhindern wie den Fall Borgholms.
Anfang August 1509 befehligte Rud eine dänische Flotte, die im schwedischen Finnland landete und die wichtige Stadt Åbo eroberte. Die Stadt wurde von den Dänen geplündert; auch die Kathedrale (Dom von Turku) und der Bischofssitz wurden nicht verschont. Vermutlich aus Reue über die Plünderung Åbos begab sich Rud auf eine Pilgerreise nach Jerusalem, starb jedoch auf der Rückreise im bayerischen Landsberg. In der Herrschaft über Vedby folgte ihm sein Bruder Knud (Knut). Knuds Sohn (Ottes Neffe) Otte Knudsen Rud wurde später ebenfalls dänischer Admiral.
Der von den Dänen bei der Plünderung aus dem Dom geraubte Ejby-Kelch wurde erst 1925 zurückgegeben.